# Cikászfélék
A cikászfélék (Cycadaceae) a cikászok (Cycadales) rend névadó családja, amelybe egyetlen nemzetség, a cikász (Cycas) tartozik, körülbelül 185 fajjal. Az európai kultúrkörben a 9. században ismerték meg, amikor arab utazók beszámoltak néhány cikászról, amikből Indiában lisztet készítettek. Tudományos nevüket Linné adta, aki a cikászokat a Theophrasztosz által xuxas néven leírt növénnyel azonosította; a Cycas szó a xuxas latinosításának eredménye.

## Származásuk, elterjedésük
A cikászok a Föld legöregebb virágos növényei közé tartoznak, gyakran afféle „élő kövületeknek” tekintik őket. Első maradványaik a több mint 200 millió éves, triász rétegekből kerültek elő. Nyitvatermők.

## Megjelenésük, felépítésük
Kétlakiak.  Többnyire el nem ágazó, rövid törzsük a pálmákéhoz hasonlít. Nagy, spirálisan álló leveleik a törzs csúcsán üstökben nőnek. Termőleveleik a hajtás csúcsán tömötten állnak.

## Életmódjuk
Lassan nőnek és igen hosszú életűek: a kínai Fen An Shi templomban élő C. taiwaniana állítólag több mint 8000 éves.

## Hasznosításuk
A kisebb ázsiai kertek kedvelt növényei. Észak-Vietnámban és Dél-Kínában a törpe fajok kedvelt bonsai alanyok.

## Fajok
- Cycas aculeata
- Cycas angulata
- Cycas apoa
- Cycas arenicola
- Cycas armstrongii
- Cycas arnhemica
- Cycas badensis
- Cycas balansae
- Cycas basaltica
- Cycas beddomei
- Cycas bifida
- Cycas bougainvilleana
- Cycas brachycantha
- Cycas brunnea
- Cycas cairnsiana
- Cycas calcicola
- Cycas campestris
- Cycas canalis
- Cycas candida
- Cycas chamaoensis
- Cycas changjiangensis
- Cycas chevalieri
- kelet-indiai cikász (Cycas circinalis)
- Cycas clivicola
- Cycas collina
- Cycas condaoensis
- Cycas conferta
- Cycas couttsiana
- Cycas curranii
- Cycas debaoensis
- Cycas desolata
- Cycas diannanensis
- Cycas dolichophylla
- Cycas edentata
- Cycas elephantipes
- Cycas elongata
- Cycas falcata
- Cycas fairylakea
- Cycas ferruginea
- Cycas fugax
- Cycas furfuracea
- Cycas guizhouensis
- Cycas hainanensis
- Cycas hoabinhensis
- Cycas hongheensis
- Cycas inermis
- Cycas javana
- Cycas lane-poolei
- Cycas lindstromii
- Cycas litoralis
- Cycas maconochiei
- Cycas macrocarpa
- Cycas media
- Cycas megacarpa
- Cycas micholitzii
- Cycas micronesica
- Cycas multipinnata
- Cycas nathorstii
- Cycas nongnoochiae
- Cycas ophiolitica
- Cycas orientis
- Cycas pachypoda
- Cycas panzhihuaensis
- Cycas papuana
- Cycas pectinata
- Cycas petraea
- Cycas platyphylla
- Cycas pranburiensis
- Cycas pruinosa
- japán cikász (Cycas revoluta)
- Cycas riuminiana
- Cycas rumphii
- Cycas schumanniana
- Cycas scratchleyana
- Cycas seemannii
- Cycas segmentifida
- Cycas semota
- Cycas sexseminifera
- Cycas siamensis
- Cycas silvestris
- Cycas simplicipinna
- Cycas spherica
- Cycas szechuanensis
- Cycas taitungensis
- Cycas taiwaniana
- Cycas tanqingii
- Cycas tansachana
- Cycas thouarsii
- Cycas tropophylla
- Cycas tuckeri
- Cycas wadei
- Cycas xipholepis
- Cycas yorkiana
- Cycas yunnanensis
- Cycas zeylanica